# Дукентсай
Дукентса́й, Дукент-сай, Дукантсай (узб. Dukentsoy, Дукентсой) — гірська річка в Ахангаранському районі Ташкентської області, правий приплив річки Ахангаран. У верхній течії (до впадання притоку Чилтен) зветься Алатаньга́ (узб. Olatangi).

## Етимологія назви
Історик Ю. Ф. Буряков вказує, що в народній етимології даються різні переклади топоніма: «два міста», які нібито існували по берегах річки (Дукент), або «два копальні» (Дукан), — але обидві версії сягають легенд про давню діяльність людини в регіоні.

## Загальний опис
Довжина Дукентсая складає 33 км; площа басейну згідно з «Національною енциклопедією Узбекистану» дорівнює 242 км², середня висота водозбору вище кишлаку Дукант (201 км² водозбору) — 2210 м. Живлення сая снігове, дощове та джерельне.
У «Національній енциклопедії Узбекистану» для середньорічної витрати води вказується значення 3,41 м3/с. В. Є. Чуб повідомляє, що середньорічна витрата води, виміряна поблизу кишлаку Дукант становить 3,58 м³/с, обсяг стоку за рік — 113 млн м³, середній модуль стоку — 17,8 л/с·км², шар стоку — 562 см/рік, коефіцієнт мінливості стоку (за 29-річний період спостережень у 1971—1999 роках) становив 0,379 .
Річка повноводна з березня до червня, на частку яких припадає 70—80 % річного стоку. Навесні у руслі річки звичайні селеві явища, коли витрата води сягає 56 м³/с. У другій половині літа та осені витрата води знижується до 0,30 м³/с. Середня каламутність води становить 120 мг/л. У зимовий період Дукентсай часто замерзає.

## Течія річки

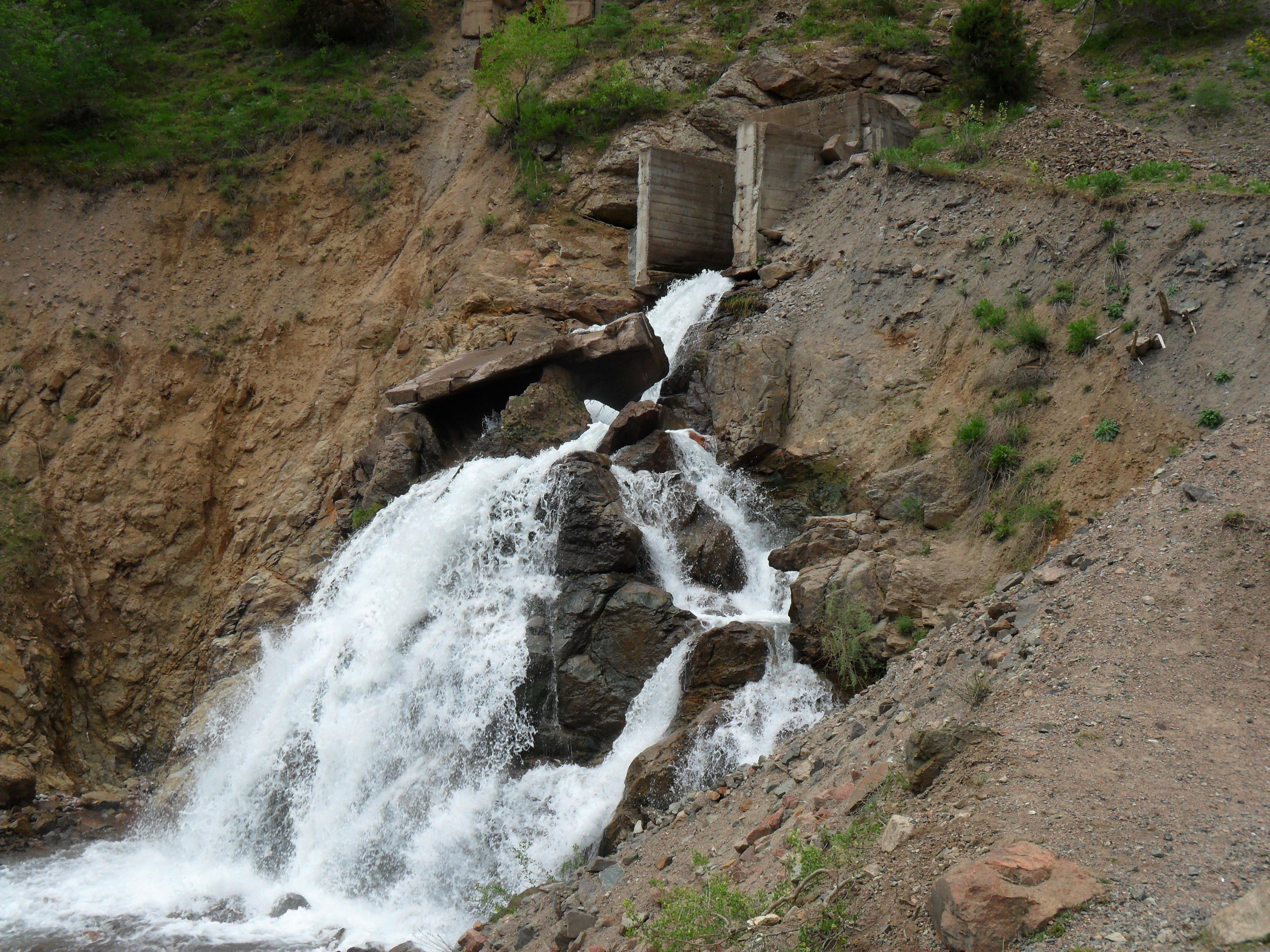
Алатаньга виходить із штучного тунелю

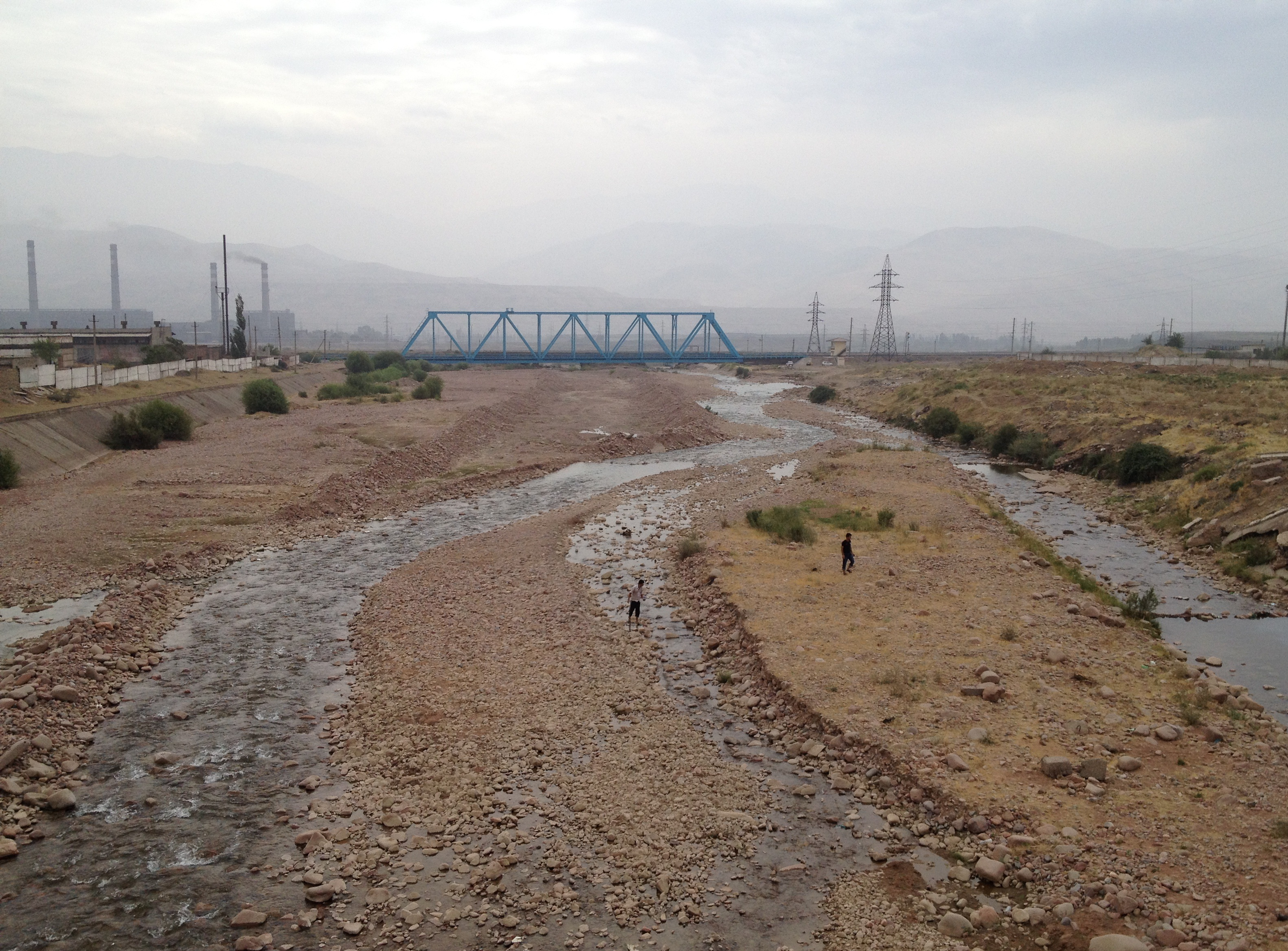
Розпадається на Дукентсай рукава в місті Ангрен. На задньому плані — залізничний міст

Дукентсай (Алатаньга) утворюється на південному схилі Чаткальського хребта, на південний захід від перевалу Музбель, збираючи води понад 60 витоків. У верхів'ях тече на південний захід, після впадання великої притоки Музбель набуває загального південного напрямку течії, яке зберігає до гирла, лише огинаючи висоту 2221,0. 25 метрів.
При злитті з Каттасаєм на Дукентсаї стоїть місто Янгіабад. У міста Янгіабад ширина заплавної заплави становить 20-25 метрів. У пониззі проходить східною околице міста Ангрен (райони Янгіабад-2 (Дукент), Апартак), набуваючи тут деякого ухилу на схід і місцями розпадаючись на окремі рукави.
Перетинає залізничну лінію Ташкент — Ангрен недалеко від кінцевої станції і впадає праворуч у каналізований Ахангаран (практично одночасно з лівим притоком Нішбаш) на висоті близько 880 м. Дукентсай і Карабау є останніми притоками Ахангарана, чиї води безпосередньо до нього року, нижчі притоки на даний час повністю розбираються в конусах виносу, або мають ділянку, що пересихає, в пониззі.

## Притоки Дукентсая
Найбільшим лівим притоком Дукентсая є Каттасай (ліворуч), протяжним притоком, що впадає зліва, є також Чилтен. У верхів'ях Алатаньгу впадає праворуч приплив Музбель.

## Екологічний стан
2002 року в конусі виносу Дукентсая побудовано Ангренську нафтобазу. Відзначено постійне забруднення ґрунтових вод нафтопродуктами, від газоподібних до важких фракцій.

## Археологічні пам'ятки та знахідки
На правому березі Дукентсая, в кишлаку Дукент (на території Ангрена), розташовувалося однойменне городище, яке ототожнюється із середньовічним Дахкетом. Будучи скромним містечком у горах, Дахкет, разом з тим, обживався практично безперервно з X по XIX століття, не виключаючи навіть періоду після монгольського завоювання Середньої Азії. Причиною, ймовірно, було вигідне розташування в долині гірської річки, незручної для нападу і багатої на корисні копалини. Розробка мідних і поліметалевих копалень у верхів'ях Дукентсая має багатовікову історію.
Унікальна знахідка була зроблена у стародавньому виробленні: берестяні грамоти кінця XV — початку XVI століття. Письмена є вертикальним скорописом; виконані тушшю, що наноситься гострою паличкою. Створення грамот приписується таємницею буддистської секти серед монголів.
У регіоні тричі знаходили скарби з монет. У 1952 році на правому березі сая, за 15 кілометрів від Ангрена, було виявлено 1499 срібних монет, викарбуваних на 15 монетних дворах з 1273-го по 1311 рік; у 1961 році; — понад 70 срібних та мідних монет 1533—1549 років, 1965-го — зібраний місцевими жителями скарб із 329 срібних монет XIV—XV століть.